# Торговельне представництво України за кордоном
Торговельне представництво України за кордоном — представницький орган, що виконує функції захисту у державі перебування інтересів України у галузі зовнішньоекономічної діяльності.

## Історія

### Вступ
Історію торговельних представництв України за кордоном можна умовно поділити на чотири періоди в залежності від режиму регулювання.
0-й період (СРСР)
1-й період — діяльність  торговельних представництв України регулювалась радянським Положенням про торговельні представництва за кордоном 1989 року Тривав від 24 серпня 1991 року (день ухвалення Верховною Радою Української РСР «Акту проголошення незалежності України») — до 17 серпня 1993 року.
2-й період — діяльність торговельних представництв України регулювалась Положенням про торговельне представництво України за кордоном 1993 року. Тривав від 17 серпня 1993 року — до 30 квітня 1994 року
3-й період — торговельні представництва України за кордоном отримали назву торговельно-економічні місії, їх діяльність регулювалась Положенням про торговельно-економічну місію у складі дипломатичного представництва України за кордоном 1994 року. Період тривав від 30 квітня 1994 року — до 8 квітня 2010 року
4-й період — торговельно-економічні місії перетворились у відділи з економічних питань у складі закордонних дипломатичних установ та регулюються Положенням про відділ з економічних питань у складі закордонних дипломатичних установ. Триває від 8 квітня 2010 року — по теперішній час
З 2014 року починається пошук нових форм для представницьких органів, що виконують функції захисту у державі перебування інтересів України у галузі зовнішньоекономічної діяльності.
Кабінет міністрів України планував відкрити офіси торгових представників у країнах і на ринках, що представляють найбільший інтерес і перспективу для української продукції. Для цього Прем'єр-міністр України дав доручення створити торгові представництва в США, ЄС (Брюсселі), Німеччині, Франції, Китаї та на Близькому Сході.
Після цього Торговий представник України заявила, що також розглядається запровадження інституту почесних торговельних аташе, які готові працювати на іноземних ринках для просування українських товарів та послуг на волонтерських засадах.
Українські студенти, що вчаться в Китаї, створили волонтерський проект Українське торговельне представництво в Китаї.

### В СРСР
Торговельне представництво, торгпредство — державний орган СРСР, який відстоював за кордоном його інтереси, що випливають з державної монополії зовн. торгівлі. До обов'язків представництва належало представництво інтересів СРСР з питань зовнішньої торгівлі в країні його перебування; воно регулює і контролює зовн. торг. діяльність організацій, допущених до зовн. торг. операцій. Крім того, Т.п. має завдання вивчення торгової кон'юнктури країни свого перебування й інформувати про це Міністерство зовн торгівлі СРСР. Т. п. входить до складу повноважних представництв СРСР і користується всіма правами дипломатичного корпусу. На поч. 20-х pp. УРСР мала свої Т.п. у 9 евр. державах; вони підлягали Укрзовнішторгові, що був автономним органом союзного міністерства зовн. торгівлі. По його ліквідації були скасовані й укр. Т.п.

### Період І
В цей період торговельні представництва України за кордоном діяли на підставі Положення про торговельні представництва за кордоном, затвердженого Указом Президії Верховної Ради СРСР від 30 березня 1989 року.

### Період ІІ
17 серпня 1993 року Указом Президента України № 313 було затверджено «Положення про торговельне представництво України за кордоном»
Згідно з Положенням торговельне представництво України за кордоном представляло та захищало у державі перебування інтереси країни у галузі зовнішньоекономічної діяльності. Торговельне представництво входило до складу дипломатичного представництва України і підпорядковувалося главі дипломатичного представництва. Міністерство зовнішніх економічних зв'язків України організовувало роботу торговельного представництва у державі перебування. Контроль за роботою торговельного представництва здійснювався главою дипломатичного представництва України. Торговельне представництво у своїй діяльності керувалось Віденською конвенцією від 18 квітня 1961 року про дипломатичні зносини, міжнародними договорами України, Конституцією і законами України, іншими актами законодавства України, цим Положенням, а також вказівками Міністерства зовнішніх економічних зв'язків України.
Основними завданнями в цей період Торговельного представництва були:
- захист прав і законних інтересів України у зовнішньоекономічній галузі та суб'єктів підприємницької діяльності України у державі перебування;
- сприяння розвитку торговельно-економічних зв'язків України, залученню іноземних інвестицій у пріоритетні сфери економіки України і виконанню договорів України, укладених з державою перебування;
- інформування Міністерства зовнішніх економічних зв'язків України про цінову, податкову, тарифну політику, яка проводиться державою перебування, стосовно товарів, що експортуються Україною;
- підготовка висновків щодо доцільності імпорту товарів та послуг, залучення кредитів із держави перебування, виходячи із запропонованих державою перебування цін, тарифів, кредитних ставок тощо.

Торговельне представництво відповідно до покладених на нього завдань:
1. вивчає загальний стан економіки, тенденції розвитку зовнішньоекономічних зв'язків, технічний рівень виробництва і рівень якості продукції провідних галузей держави перебування, кон'юнктуру ринку товарів та послуг, інформує Міністерство зовнішніх економічних зв'язків України з цих питань, а у разі потреби — інші установи та організації;
2. розробляє пропозиції щодо підвищення ефективності торговельно-економічних зв'язків України з державою перебування;
3. вживає заходів до захисту інтересів України, прав та законних інтересів суб'єктів підприємницької діяльності України у державі перебування, інформує Міністерство зовнішніх економічних зв'язків України про додержання суб'єктами підприємницької діяльності держави перебування зобов'язань за міжнародними угодами України, сприяє налагодженню та розвитку прогресивних форм співробітництва, проведенню відповідних переговорів, експертиз, укладанню контрактів, а також встановлює контакти, веде переговори з державними установами, організаціями, суб'єктами підприємницької діяльності держави перебування;
4. вживає заходів для додержання суб'єктами підприємницької діяльності України інтересів України, правил міжнародної торгівлі та законодавства держави перебування;
5. сприяє запозиченню передового досвіду в галузі демонополізації економіки, приватизації, конверсії військово-промислового комплексу, розвитку структур ринкової економіки;
6. інформує суб'єкти підприємницької діяльності держави перебування про економічні, соціальні, екологічні та інші умови їх діяльності в Україні, а також надає допомогу в установленні контактів з заінтересованими українськими партнерами;
7. бере участь у роботі міжнародних економічних організацій та їх органів з питань торговельно-економічного і науково-технічного співробітництва;
8. надає допомогу суб'єктам підприємницької діяльності України в організації участі та проведення в державі перебування торговельно-промислових, науково-технічних виставок, ярмарків тощо; вживає заходів для залучення суб'єктів підприємницької діяльності держави перебування до участі у виставках, ярмарках, які проводяться на території України, тощо;
9. аналізує та узагальнює за дорученням Міністерства зовнішніх економічних зв'язків України інформацію щодо суб'єктів підприємницької діяльності держави перебування, що виходять на український ринок;
10. веде облік суб'єктів підприємницької діяльності держави перебування, які застосовують щодо України обмежувальну ділову практику або несумлінно виконують взяті зобов'язання.

### Період ІІІ
30 квітня 1994 року Указом Президента України № 200/94 було затверджено Положення про торговельно-економічну місію у складі дипломатичного представництва України за кордоном.
У складі дипломатичних представництв України за кордоном було утворено торговельно-економічні місії.
Указ Президента України від 17 серпня 1993 року № 313 «Про Положення про торговельне представництво України за кордоном» було визнано таким, що втратив чинність.
Основні завдання торговельно-економічної місії у порівнянні з торговельним представництвом не змінились.
Функції торговельно-економічної місії на момент прийняття Положення були тотожні функціям торговельного представництва за двома виключеннями:
1. у п. 4 виключено обов'язок вживати заходи для додержання суб'єктами підприємницької діяльності України законодавства держави перебування;
2. у п. 6 додано обов'язок інформувати суб'єктів підприємницької діяльності держави перебування про правові умови їх діяльності в Україні.

З часом до Положення були додані обов'язки місії:
1. вивчати досвід стимулювання інвестиційної діяльності в державі перебування (п. 1);
2. інформувати суб'єктів підприємницької діяльності держави перебування про конкретні можливості вкладення капіталу в економіку України, а також здійснювати пошук потенційних іноземних інвесторів (п. 6);
3. здійснювати за дорученням Міністерства економіки України, Міністерства закордонних справ України збирання усіма законними засобами та аналіз інформації стосовно суб'єктів підприємницької діяльності держави перебування, з якими укладаються контракти на поставку продукції та надання послуг для державних потреб, а також у рамках проектів, фінансування яких здійснюється за рахунок іноземних кредитів, залучених під державні гарантії (п. 10);
4. надавати суб'єктам підприємницької діяльності України інформацію щодо порядку відкриття і діяльності їх представництв у державі перебування, сприяти діяльності таких представництв (п. 11);
5. співпрацювати за дорученням Державної податкової адміністрації України з відповідними органами держави перебування у питаннях боротьби з приховуванням неоподаткованих доходів, відмиванням доходів, одержаних незаконним шляхом (п. 12);
6. забезпечувати висвітлення у засобах масової інформації держави перебування об'єктивної інформації про інвестиційний клімат в Україні (п. 14).

## Сучасний стан
8 квітня 2010 року Указом Президента України № 522/2010 «Про деякі питання представництва економічних інтересів України за кордоном» у складі дипломатичних представництв України за кордоном було утворено відділи з економічних питань.
У зв'язку з цим було ліквідовано торговельно-економічні місії у складі закордонних дипломатичних установ України.
Указ Президента України від 30 квітня 1994 року № 200 «Про торговельно-економічну місію у складі закордонної дипломатичної установи України» було визнано таким, що втратив чинність.
Основні засади діяльності, функції та завдання зазначених відділів визначені у Положенні про відділ з економічних питань у складі закордонних дипломатичних установ, а також Генеральних директивах відділам з економічних питань закордонних дипломатичних установ.
Відділи з економічних питань забезпечують моніторинг основних тенденцій на світовому фінансово-економічному, енергетичному, аграрному, валютному ринках, заходів, які вживаються урядами інших держав щодо імпорту товарів на ринки відповідних країн, походженням у тому числі й з України, міжнародного досвіду регулювання різних сфер господарської діяльності, взаємодії державного та приватного секторів у найважливіших галузях, реагування урядів інших країн на глобальні виклики світової економічної, фінансової та торговельної систем.
В липні 2014 року з'явилась інформація, що Кабінет міністрів України розраховує відкрити офіси торгових представників у країнах і на ринках, що представляють найбільший інтерес і перспективу для української продукції.
16 жовтня 2014 року Постановою Кабінету Міністрів України № 550 було затверджено Положення про Торгового представника України.
Основними завданнями Торгового представника є забезпечення просування економічних інтересів України на європейському та світовому ринку, здійснення у межах своїх повноважень координації діяльності торгових представництв у складі закордонних дипломатичних установ України (ч.3). Торговий представник відповідно до покладених на нього завдань забезпечує організацію та координацію роботи торгових представництв у складі закордонних дипломатичних установ України, формування їх кадрового складу (п.20 ч.4).
У червні 2015 року Прем'єр-міністр України дав доручення створити торгові представництва в США, ЄС (Брюсселі), Німеччині, Франції, Китаї та на Близькому Сході.
У липні 2015 року Заступник Міністра економічного розвитку і торгівлі України — Торговий представник України Наталія Микольська заявила, що також розглядається запровадження інституту почесних торговельних аташе (назва приблизна) — волонтерів, які готові працювати на іноземних ринках для просування українських товарів та послуг.
18 лютого 2016 року на засіданні Уряду заступник Міністра економічного розвитку і торгівлі – Торговий представник України Наталія Микольська презентувала план заходів з промоції українського експорту, що передбачає три формати співпраці з торговельними партнерами: спільні міжурядові комісії, закордонні бізнес-форуми та торговельні місії. Торговельні місії, це поїздки під керівництвом Прем’єр-міністра України, профільного міністра, або кількох міністрів у певні країни спільно з представниками українського бізнесу. Торговельні місії, заплановано здійснити до Польщі, Туреччини, Китаю та Індії.
09 червня 2017 року під час спеціальної наради, яка відбулася в Кабміні за участю урядовців і під головуванням Прем’єр-міністра Володимира Гройсмана було визнано доцільним створення в пріоритетних країнах спеціальних відділів при посольствах із визначеними KPI і відповідальністю за організацію експорту й залучення інвестицій.
20 грудня 2018 року під час підсумкової прес-конференції Мінекономрозвитку Перший віце-прем’єр-міністр Степан Кубів повідомив про намір Мінекономрозвитку запровадити інститут торгових представників в закордонних дипломатичних установах: “Ми бачимо інститут торгового представництва як ефективний інструмент просування економічних інтересів України за кордоном. Наразі форма і процедури відпрацьовується з Міністерством закордонних справ”.
17 лютого 2020 року у інтерв'ю заступник Міністра розвитку економіки, торгівлі та сільського господарства – Торговий представник України Тарас Качка розповів, що У планах МЕРТу  на цей рік є відкрити торговельні представництва у 5 країнах, у першу чергу, в Китаї, Єгипті та Німеччині.

## Представництва в окремих країнах

### Китай
У червні 2016 року українські студенти, що вчаться у Чжецзянському університеті (м. Цзіньхуа (金华), провінція Чжецзян (浙江省), КНР), створили волонтерський проект «Українське торговельне представництво в Китаї». Метою проекту є надання українським експортерам простого і зручного способу встановлення контактів з китайськими партнерами та подолання мовних бар'єрів. Представництво надає можливість українським експортерам безоплатно розміщувати інформацію з пропозиціями товарів та послуг. Ці пропозиції безоплатно перекладаються китайською мовою. Пропозиції китайських партнерів також безоплатно перекладаються українською мовою та розміщуються на сайті.